# Micrurus langsdorffi
Micrurus langsdorffi är en ormart som beskrevs av Wagler 1824. Micrurus langsdorffi ingår i släktet korallormar och familjen giftsnokar.
Arten förekommer i västra Amazonområdet i Brasilien och i angränsande regioner av Colombia, Ecuador och Peru. Den lever i kulliga områden mellan 80 och 140 meter över havet. Individerna vistas i regnskogar och de registrerades på skogsgläntor. Några exemplar simmade över floder. Honor lägger ägg. Liksom andra korallormar har Micrurus langsdorffi ett giftigt bett.
För beståndet är inga hot kända. IUCN kategoriserar arten globalt som livskraftig.

## Underarter
Arten delas in i följande underarter:
- M. l. langsdorffi
- M. l. ornatissimus